# Efrén de Siria
Efrén (o Efraín) de Siríaca (Nísibis, 306-Edesa, 373), ó Efraín de Nísibe o Nisibi (sirio clásico ܡܪܝ ܐܦܪܝܡ ܣܘܪܝܝܐ, Mār ʾAp̄rêm Sûryāyâ, griego koiné Εφραίμ ο Σύρος), fue un diácono, escritor, músico y santo sirio del siglo IV, conocido en su tiempo como el Místico, con el apelativo de El arpa del Espíritu,  reconocido como Padre de la Iglesia y proclamado Doctor de la Iglesia por Benedicto XV en 1920.

## Biografía
Según San Gregorio de Nisa, Efrén nació en Nísibis, la actual Nusaybin en Turquía, entonces en la provincia romana de Mesopotamia, en 306 ca. Aunque educado en el cristianismo, su juventud -según cuenta en sus memorias- no fue nada ejemplar, ardiente, amante de las disputas; el proceso judicial al que fue sometido, acusado de un crimen del que finalmente fue declarado inocente, le produjo una conversión interior, que le llevó a tomar el hábito de monje. El obispo Jacobo de Nísibis logró su plena formación y conversión (324). Más tarde, Jacobo lo ordenó diácono y, a pesar de su insistencia para ordenarle como presbítero, Efrén siempre renunció porque no se veía digno.
Fundó una escuela de teología en Nísibis que se distinguió por su alto grado de preparación y por el esplendor de sus alumnos. Cuando la escuela estaba en su apogeo, llegó una invasión persa y los sasánidas se apoderaron de su región natal. Efrén cruzó la frontera y fundó la escuela en Edesa dentro del Imperio romano. Aquí se convirtió en el gran defensor de la doctrina cristológica y trinitaria en la Iglesia siria de Antioquía. Escribió mucho: hizo el comentario de toda la Biblia, compuso poemas que sustituyeron a los cantos empleados en las fiestas populares de los paganos. La Iglesia antioquena se unió a él, y sus himnos fueron el inicio de la práctica del canto en la liturgia cristiana. 
Es uno de los poetas más grandes en lengua arameo. Vivía con absoluta austeridad.
Sus escritos se caracterizan por un fuerte antisemitismo, según Karlheinz Deschner.
También vemos en ellos un antecedente del dogma de la Inmaculada Concepción de María: "Tú solamente y tu madre - bajo todos los aspectos sois buenos (o hermosos) -porque ninguna mancha hay en ti, Señor mío - y ninguna tacha en tu Madre".

## San Efrén en Astorga
No se debe confundir al personaje real con la leyenda surgida a principios del s. xvii que le menciona como primer obispo de Astorga: por estas fechas el padre Jerónimo Román de la Higuera compuso un falso Chronicón atribuido falazmente a Flavio Lucio Dextro en el que señalaba a Efrén como obispo de Astorga en el siglo i; 
dando crédito a este, varios escritores y religiosos astorganos contemporáneos contribuyeron sin saberlo a difundir la mentira, 
y aunque posteriormente quedó demostrada la falsedad del episodio e identificado su origen, todavía hubo autores que lo repitieron hasta bien entrado el s. xix.